# Cosmos (libro)
Cosmos es un libro escrito por Carl Sagan en 1980, basado en la serie de documentales Cosmos: un viaje personal que él mismo produjo junto a su última esposa Ann Druyan.
Está compuesto de 365 páginas y más de 250 ilustraciones en color.

El Cosmos es todo lo que es, lo que fue o lo que será alguna vez.
Carl Sagan, Capítulo 1, Cosmos

La serie de televisión fue exitosa, aunque Sagan decidió extender la producción hacia el libro, ya que como él mismo argumenta, allí se pueden analizar con mayor profundidad y detenimiento los temas más complicados.
El lanzamiento fue un éxito y hacia fines de 1981 llevaba más de 60.000 copias vendidas, en 6 ediciones.
El libro contempla la existencia humana desde un punto de vista científico y materialista, y nos introduce hacia la conciencia de nuestro lugar y sentido en el cosmos.
Se tradujo a diversos idiomas entre 1981 y 1982.

## Capítulos
Los capítulos llevan el mismo nombre de los episodios de la serie de televisión:
1. En la orilla del océano cósmico
2. Una voz en la fuga cósmica
3. La armonía de los mundos
4. Cielo e infierno
5. Blues de un planeta rojo
6. Historias de viajeros
7. El espinazo de la noche
8. Viajes a través del espacio y el tiempo
9. La vida de las estrellas
10. El filo de la eternidad
11. La persistencia de la memoria
12. Enciclopedia galáctica
13. ¿Quién habla en nombre de la Tierra?